# Xanthorhoe thedenii
Xanthorhoe thedenii là một loài bướm đêm trong họ Geometridae.